# Lemna turionifera
Lemna turionifera — вид квіткових рослин родини кліщинцевих (Araceae). Ареал: Європа, Азія, Північна Америка (Канада, Естонія, Фінляндія, Грузія, Казахстан, Киргизстан, Китай, Корея, Монголія, Норвегія, Румунія, Росія, Швеція, Туреччина, США, Японія); інтродукція: Австрія, Чехія, Данія, Франція, Німеччина, Угорщина, Нідерланди, Польща, Велика Британія, Ньюфаундленд.

## Середовище
L. turionifera зазвичай зустрічається в мезотрофних або евтрофних дренажних канавах і басейнах у заплавах великих річок.

## Морфологічна характеристика
Ряска — водна багаторічна однодомна рослина. Корінь завдовжки до 15 см. Листки поодинокі або по 2–4 (рідше більше) з'єднані, від оберненояйцевидної до еліптичної форми, (1,1)2,0–3,2(4,0) × (0,6)1,3–2,8(3,3) мм, зазвичай тонкі та плоскі, зазвичай оливково-зелені на поверхні; верхня сторона зазвичай також з пурпуровими крапками або фіолетовим забарвленням, найчастіше від червонуватого до червоного на нижній стороні, завжди більш виразно забарвлена, ніж на верхній стороні, забарвлення починається від основи коренів. Восени або за несприятливих умов утворюються морфологічно спеціалізовані туріони, що спускаються до дна. Вони мають еліпсоїдну або оберненояйцювату форму, менші за листя, без коренів. Цвіте дуже рідко. Плід розміром 0,5–0,6 мм — однонасінний горішок із тридцятьма — шістдесятьма нечіткими ребрами.